# Caragana stenophylla
Caragana stenophylla là một loài thực vật có hoa trong họ Đậu. Loài này được Pojark. miêu tả khoa học đầu tiên.